# Osechi ryouri
Osechi ryouri (御節料理 eller お節料理, kort osechi) er traditionelle japanske nytårsretter. Det er en tradition, der begyndte i Heian-perioden (794-1185). Osechi kan nemt kendes på deres specielle æsker (juubako), der minder om bento-bokse. Ligesom bento-bokse stables juubako ofte før og efter brug.

## Typiske retter
Retterne der hører til osechi har alle en bestemt betydning i forbindelse med det nye år. Som eksempler kan nævnes:
- Daidai (橙), en japansk pomerans. Daidai betyder også "fra generation til generation", når man skriver det med kanjien 代々. Ligesom ved kazunoko symboliserer det ønsket om at få børn i det nye år.
- Datemaki (伊達巻 eller 伊達巻き), søde sammenrullede omeletter blandet med fiskepasta eller purerede rejer. De symboliserer ønsket om mange succeslovende dage. På disse dage (晴れの日, hare-no-hi) har japanerne traditionelt godt tøj på. Den anden kanji kan også betyde "moderne", afledt af samuraiernes fornemme påklædning fra lenet Date.
- Kamaboko (蒲鉾), skiver af dampkogt fiskepasta. Traditionelt benytter man skiver af rød og hvid kamaboko, der placeres vekselvis i rækker eller mønstre. Farver og form minder om symbolet for den opstående sol og har en festlig betydning.
- Kazunoko (数の子), silderogn. Kazu betyder "tal" og ko betyder "barn". Det symboliserer ønsket om mange børn i det nye år.
- Konbu (昆布), en art tang. Det associeres med ordet yorokobu, der betyder "glæde".
- Kuromame (黒豆), sorte sojabønner. Mame betyder også "sundhed" og symboliserer ønsket om sundhed i det nye år.
- Tai (鯛), havbrase. Associeres med det japanske ord medetai, der symboliserer en lovende begivenhed.
- Tazukuri (田作り), tørrede sardiner der koges i sojasovs. Kanjiene i tazukuri betyder bogstaveligt "rismarkskaber", idet fisk tidligere blev brugt til at gøde rismarker med. De symboliserer en rig høst.

## Historie
Begrebet osechi kommer oprindelig af o-sechi, en årstid eller et vigtigt tidsrum. Nytårsdag var en af de fem sekku (節句), fester der markerede overgangen mellem årstiderne, ved det kejserlige hof i Kyoto. Traditionen med at fejre bestemte dage kom til Japan fra Kina.
Tidligere var det tabu at bruge et arnested og lave mad de første tre dage i det nye år, undtagen hvis man lavede zouni-suppe. Da kvinderne ikke lavede mad i begyndelsen af det nye år, forberedte man i stedet osechi i slutningen af det gamle år. Nu om stunder bliver osechi lavet som almindelige måltider i de fleste familier, og det religiøse aspekt er gået tabt.
I den første tid bestod osechi kun af nimono, forskellige kogte grøntsager med sojasovs og sukker eller mirin (sød risvin). Med tiden kom der imidlertid flere og flere retter til. I nutiden kan osechi omfatte enhver ret lavet specielt til nytår. Også enkelte udenlandske retter har holdt deres indtog som "vestlig osechi" (西洋お節, seiyou osechi) eller "osechi i kinesisk stil" (中華風お節, chuukafuu osechi). Osechi tilberedes traditionelt derhjemme, men nu om stunder kan de også købes i specialforretninger, levnedsmiddelbutikker og convenience stores.
I husholdninger hvor osechi stadig laves derhjemme, spises der dagen før nytår toshi koshi soba (年越し蕎麦). Navnet betyder bogstaveligt "års-overrækkende soba". Der er forbundet flere symboler som langt liv, sundhed og energi til det kommende år med denne tradition, men den er nu mest af pragmatisk karakter. Husmødrene, der er travlt optagede af at lave osechi til flere dage, foretrækker at servere et måltid, der er enkelt at lave, den dag. Mange japanerne anser det som et dårligt tegn, hvis man lader noget af toshi koshi soba tilovers.